# Шахов, Геннадий Филиппович
Геннадий Филиппович Шахов (18 апреля 1937, Мары — 23 июля 2012, Рыбинск, Ярославская область) — советский и российский тренер по борьбе самбо. Заслуженный тренер РСФСР, почётный гражданин города Рыбинск.

## Биография
Геннадий Филлипович Шахов родился в городе Мары, Туркменистан, в 1937 году. Его отец в 1942 году погиб на фронте, а мать после семи лет вдовства вышла замуж ещё раз. Отчим был военным, и в 1953 году его перевели в Рыбинск. В юношеские годы будущий тренер пробовал себя в различных видах спорта: бокс, футбол и т. д. Окончил Ярославское ремесленное училище и некоторое время работал столяром на Рыбинским приборостроительном заводе. Самбо начал заниматься во время службы в армии в спортивной роте ЦСКА.
В 1962 году по возвращении из армии возглавил заводской коллектив физкультурников. Спортсмены начали выезжать на соревнования в 1968 году, тогда же звания мастера спорта был удостоен подопечный Шахова Вячеслав Ролевич.
Участвовал в строительстве Дворца спорта «Метеор», который был открыт в 1970 году и стал центром подготовки борцов самбо. Сам Шахов в течение 40 лет был директором дворца.
Геннадий Филиппович Шахов лично подготовил 42 мастера спорта. Среди самых известных его учеников — МСМК, десятикратный чемпион России Сергей Кленов, мастера спорта Борис Замчевский, Виктор Сочков, Александр Тихомиров, Алексей Костров, Николай Галочкин, Валерий Широков. Некоторые ученики Шахова сами стали спортивными наставникам. Например, тренерами первого в Ярославской области Заслуженного мастера спорта СССР, чемпиона мира и Европы, обладателя Кубка мира Евгения Посадского были Борис Замчевский и Виктор Сочков.
С 1971 года по инициативе Шахова в Рыбинске проводится Всероссийский турнир по борьбе самбо памяти маршала В. К. Блюхера.
В 1972 году получил звание «Судья международной категории» в числе первых пяти человек, представленных от Советского Союза. Выступал судьей на первом чемпионате мира по борьбе самбо в 1973 году в Тегеране. Был признан одним из лучших судей на чемпионатах мира, Европы, СССР, дважды был удостоен высшей судейской награды Международной Федерации борьбы самбо — «Золотого свистка». В числе его прочих наград — памятные медали и орден Международной Федерации в честь 65-летия самбо.
Также был удостоен звания Почётного гражданина города Рыбинска.
Скончался 23 июля 2012 года на 75 году жизни. Сейчас в Дворце спорта установлена мемориальная доска в его честь. В 2017 году в Рыбинске прошёл турнир по борьбе самбо памяти Геннадия Филипповича.

### Семья
Жена ― Нина Александровна Шахова, медик. Сын ― Андрей, руководитель Ярославской региональной службы судмедэкспертизы.